# Zushi
Zushi (jap. 逗子市, -shi) ist eine Stadt im Südosten der Präfektur Kanagawa. Zushi liegt südlich von Tokio auf der Miura-Halbinsel an der Sagami-Bucht. Zushi wurde am 15. April 1954 zur Stadt ernannt.
Zushi ist bekannt dafür, dass die Elite aus Tokio hier Zweithäuser besitzt. Der bekannteste war der Gouverneur der Präfektur Tokio Shintarō Ishihara.
In Zushi leben viele US-Militärangehörige in Ikego. Ikego war früher ein Munitionsmagazin der kaiserlichen Marine. Es erstreckt sich über 2,8 km² von denen 0,8 km² als Wohnbereiche genutzt werden. Ikego wurde im April 1996 eröffnet und besteht aus 854 Wohntrakten mit ungefähr 3400 Familien. Es befindet sich 12 km vom Marinestützpunkt Yokosuka entfernt.

## Verkehr
Schiene
Zushi besitzt zwei größere Bahnhöfe. Am im Zentrum gelegenen Bahnhof Zushi hält die Yokosuka-Linie und am im Süden gelegenen Neuen Bahnhof Zushi die Keikyū-Zushi-Linie.
Straße
- Nationalstraße 134
- Nationalstraße 16

## Söhne und Töchter der Stadt
- Gotō Shuichi (1888–1960), Archäologe
- Nobuteru Ishihara (* 1957), Politiker

## Angrenzende Städte und Gemeinden
- Kamakura
- Yokosuka
- Hayama

## Städtepartnerschaften
- Shibukawa, Japan, seit 1979
- Nazaré, Portugal, seit 2004

## Weblinks

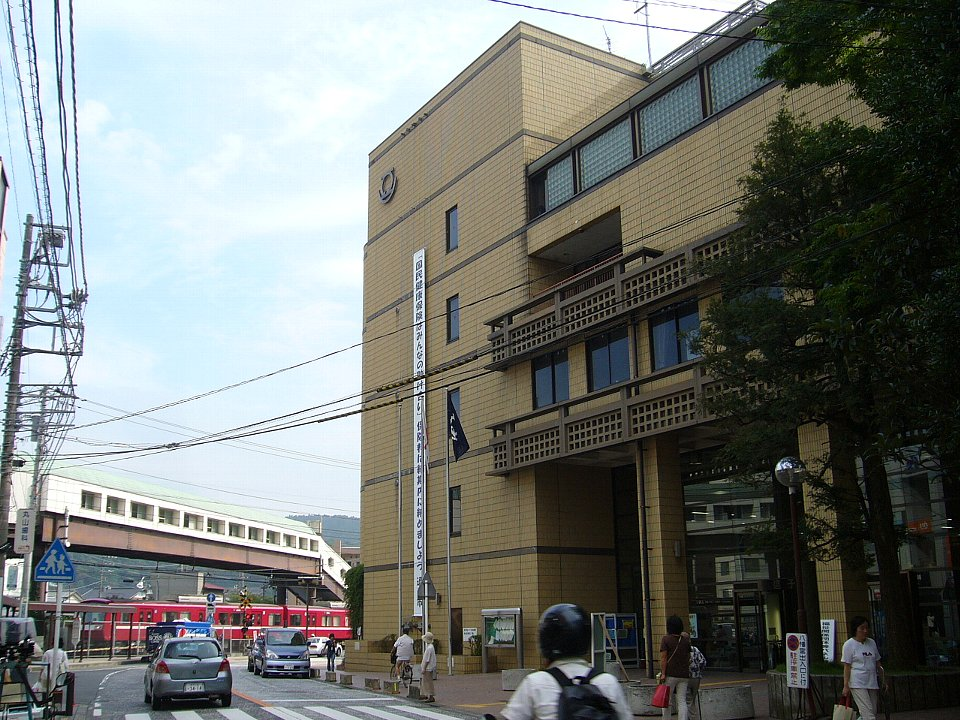
Rathaus von Zushi